# ورلد مترز
ورلد مترز (به انگلیسی: Worldometers) یک وبگاه آنالیزکننده آمار متنوع جهانی در زمینه‌های گوناگون است که در سال ۲۰۰۸‌ میلادی تاسیس شده است.

## تاسیس
ورلد مترز برای اولین بار در ۹ مارس ۲۰۰۴ راه‌اندازی شد. اما سایت اینترنتی آن در ۲۹ ژانویه ۲۰۰۸ تاسیس شد. این پایگاه متعلق به شرکت داداکس است. این پایگاه اطلاع‌رسانی آماری، امروزه به‌ عنوان یک منبع مفید جهانی شناخته می‌شود.

## رتبه الکسا
به دلیل اهمیت بالای این سایت، رتبه الکسای خوبی  در نتیجه دارد.

## موضوعات آماری
ورلد مترز در زمینه‌های مختلف مانند جمعیت جهان، آب، هوا، بهداشت، خبرگزاری‌ها، خوراک، انرژی، سلامت و... به 34 زبان دنیا از جمله زبان فارسی، اطلاعات به روزی را ارائه می‌دهد.

## آمار کرونا
بعد از فراگیری ویروس کرونا در ابتدای سال ۲۰۲۰، اندک اندک مراجعه و استناد به آمار سایت ورلد مترز در زمینه کرونا افزایش یافت و اکنون(تابستان ۱۳۹۹‌ش) این پایگاه معتبرترین مرجع در زمینه ارائه آمار کروناست. البته در طی این زمان دو بار ویروس‌های اینترنتی به هک و حمله به این سایت اقدام کرده‌اند.
سایت : www.worldometers.com